# Los Castillos (Herrera)
Los Castillos è un comune (corregimiento) della Repubblica di Panama situato nel distretto di Parita, provincia di Herrera. Si estende su una superficie di 22,5 km² e conta una popolazione di 745 abitanti (censimento 2010).